# Station Amsterdam Oosterdok
Station Amsterdam Oosterdok is een voormalig treinstation aan de Oosterspoorweg, bij het Oosterdok in Amsterdam. Het station werd geopend op 10 juni 1874 en was het vertrekpunt voor de treinen richting Hilversum. Het houten stationsgebouw brandde op 19 december 1879 af. De functie van dit station werd overgenomen door het westelijker gelegen Station Amsterdam Westerdok. Hiertoe werd een verbindingsspoor aangelegd over het middelste Stationseiland waar het Centraal Station in aanbouw was. Station Westerdok werd op zijn beurt gesloten per 15 oktober 1889, toen het Centraal Station werd geopend.